# Język obokuitai
Język obokuitai, także: aliki, ati, obogwitai – język papuaski używany w indonezyjskiej prowincji Papua. Według danych szacunkowych z 2000 roku posługuje się nim 120 osób. 
Jego użytkownicy zamieszkują wieś Obogai (dystrykt Mamberamo Tengah Timur, kabupaten Sarmi). 
Jest językiem tonalnym. Należy do rodziny języków Równiny Jezior. Jego charakterystyczną cechą jest brak głosek nosowych.
Wśród najmłodszego pokolenia stwierdzono wpływ języka indonezyjskiego, który wywiera presję na miejscową sytuację językową. Obokuitai jest potencjalnie zagrożony wymarciem.
Został opisany w postaci nieopublikowanego opracowania (Obokuitai Grammar Overview, 1995). Jest zapisywany alfabetem łacińskim.